# Benton (Kentucky)
Benton város az USA Kentucky államában. Lakosainak száma 4756 fő (2020. április 1.).

## Népesség
A település népességének változása:

| 2010 | 4 349 |
| 2020 | 4 756 |